# Hârlău
Hârlău è una città della Romania di 11 784 abitanti, ubicata nel distretto di Iași nella regione storica della Moldavia. 
Fa parte dell'area amministrativa anche la località di Pârcovaci.
Ad Hârlău nel Medioevo esisteva un palazzo principesco, complesso del quale rimane soprattutto la chiesa, fatta costruire da Ștefan cel Mare. La città conobbe il massimo sviluppo nel periodo medievale quando, per un breve periodo, divenne la capitale della Moldavia, a seguito di un grave incendio che aveva completamente rdistrutto la Corte di Iași.
Oggi Hârlău è soprattutto una città industriale, con aziende del settore alimentare, tessile e della lavorazione del legno. Di particolare importanza è anche la produzione di vini, essendo la città molto vicina alle zone di coltivazione della vite attorno al comune di Cotnari.